# Ill Bill
William Braunstein, mer känd som Ill Bill, född 14 juli 1972 i Queens, är en underground-MC från Brooklyn, New York. Han är även producent, och mannen bakom Uncle Howie Records. Han var medlem i gruppen Non Phixion (med DJ Eclipse, Goretex och Sabac Red) och är för närvarande involverad i La Coka Nostra (Everlast, Slaine, Big Left och DJ Lethal). Han släppte 2004 ett soloalbum kallat What's Wrong with Bill?, producerat av hans bror Necro. Han har också gjort diverse mixtapes och samarbeten med Q-Unique, Max Cavalera, Immortal Technique, Necro, Jedi Mind Tricks, The Beatnuts och andra artister.

## Diskografi

### Album
- 2004 – What's Wrong with Bill?
- 2008 – The Hour of Reprisal
- 2013 – The Grimy Awards
- 2016 – Septagram